# Піус Швіцер
Піус Швіцер  (нім. Pius Schwizer, 13 серпня 1962) — швейцарський вершник, олімпійський медаліст.

## Виступи на Олімпіадах
| Олімпіада  | Дисципліна       | Місце |
| ---------- | ---------------- | ----- |
| Пекін 2008 | конкур, особисті | 23T   |
| Пекін 2008 | конкур, командні | 3     |